# NGC 3458
NGC 3458 ist eine linsenförmige Galaxie vom Hubble-Typ SB0 und Sternbild Großer Bär am Nordsternhimmel. Sie ist schätzungsweise 7 Millionen Lichtjahre von der Milchstraße entfernt und hat einen Durchmesser von etwa 35.000 Lichtjahren. Gemeinsam mit NGC 3445, NGC 3440 und PGC 32784 bildet sie die NGC 3445-Gruppe (LGG 226).
Das Objekt wurde am 8. April 1793 von Wilhelm Herschel entdeckt.